# Mali Vlaj
Mali Vlaj (macedónul: Мали Влај) település Észak-Macedóniában, a Délnyugati körzetben, Sztruga községben.

## Népesség
| Lakosok száma | 288  | 333  | 421  | 312  | 263  | 162  | 161  | 71   | 20   |
|               | 1948 | 1953 | 1961 | 1971 | 1981 | 1991 | 1994 | 2002 | 2021 |

2002-ben 71 lakosa volt, akik mindannyian macedónok.